# Axel Lutteman
Axel Hugo Isidor Lutteman, född 27 september 1880 i Katarina församling i Stockholm, död 6 april 1920 i Hedvig Eleonora församling i Stockholm, var en svensk präst.
Lutteman blev teol. kand. i Uppsala 1903, komminister i Köping 1912-17, förste sekreterare i Svenska kyrkans diakonistyrelse 1917-20. År 1920 blev han teol. lic.
Han var ursprungligen en av förgrundsgestalterna i den svenska ungkyrkorörelsen. Han gjorde emellertid upp med denna för att inta en tydligt högkyrklig hållning. I boken Det andliga nutidsläget och kyrkan markerade han tydligt sitt avstånd till Einar Billings och Manfred Björkquists teologi.
Han var starkt engagerad i den tidiga högkyrkligheten och inför bildandet av  det högkyrkliga Societas Sanctæ Birgittæ och var tilltänkt som dess förste ledare, men avled blott en kort tid innan sammanslutningen konstituerades.. Lutteman var i sin samtid också känd för tolkningen av och uppmärksamheten på socialismen som religion genom sina artiklar i Vår Lösen. Bilden bestämdes av ungsocialismen och den hätska antireligiositeten. 
Han var gift med Ester Lundström och bror till Anna Lutteman.